# Piroscsőrű selymeskakukk
A piroscsőrű selymeskakukk (Zanclostomus javanicus) a madarak osztályának kakukkalakúak (Cuculiformes) rendjébe, ezen belül a kakukkfélék (Cuculidae) családjába tartozó faj.
Egyes rendszerbesorolások a Phaenicophaeus nembe sorolják Phaenicophaeus javanicus néven.

## Előfordulása
Mianmar, Thaiföld, Malajzia, Szingapúr, Indonézia és Brunei területén honos. Síkvidéki trópusi erdők lakója.

## Külső hivatkozások
- Képek az interneten a fajról